# Étoile de la fédération

L'Étoile de la fédération au sommet des armoiries de l'Australie

 (février 2021).
Si vous disposez d'ouvrages ou d'articles de référence ou si vous connaissez des sites web de qualité traitant du thème abordé ici, merci de compléter l'article en donnant les références utiles à sa vérifiabilité et en les liant à la section « Notes et références ».
L'Étoile de la fédération (parfois connue sous les noms anglais de Commonwealth Star, Federation Star, Seven Point Star ou Star of Federation) est une étoile à sept branches symbole de la Fédération australienne créée le 1er janvier 1901. 
Les six premières branches de l'étoile représentent les six premiers États du Commonwealth d'Australie, tandis que la septième représente les territoires et les futurs États. L'étoile originale avait seulement six branches, mais la création en 1905 du territoire de Papouasie a conduit à l'ajout de la septième branche en 1908 pour le représenter avec les territoires à venir. 

## Usage
L'Étoile de la fédération se trouve à la fois sur le drapeau et les armoiries de l'Australie. Sur le drapeau australien l'étoile apparaît dans le quart inférieur gauche, sous l'Union Flag. Dans les armoiries, l'étoile en est le timbre reposant sur un tortil d'or et d'azur. 
L'étoile apparaît aussi sur les badges de l'armée et de la police fédérale australienne, bien que dans les insignes des trois armées (air, mer et terre) figurent la couronne de saint Édouard, comme au Royaume-Uni et dans d'autres royaumes du Commonwealth. Si le pays devenait une république, on a suggéré que l'étoile remplace la couronne. 
L'étoile est aussi trouvée sur de nombreuses distinctions australiennes, comme la médaille du service de l'armée, l'Étoile du courage de la société civile, la médaille du service public, la médaille des services de santé et la médaille de la police australienne. 
L'étoile est apparue sur la monnaie australienne sous diverses formes. Elle est apparue à côté d'un kangourou sur les pièces de un et un demi cent et près de la tête d'un bélier sur les shillings de 1937 à 1964, ainsi que sur quelques pièces de monnaie décimale émises depuis. 
Elle est également utilisée comme ornement de bâtiments officiels, tels que Parliament House, à Canberra et une version stylisée a été adoptée par la capitale australienne pour le logo de son service de tourisme.

## Galerie

Drapeau australien
Armoiries de l'Australie (adoptées en 1912)
Armoiries de 1908
Drapeau personnel de la reine d'Australie (1962–2022)
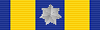
Ruban de l'armée avec l'étoile de la fédération
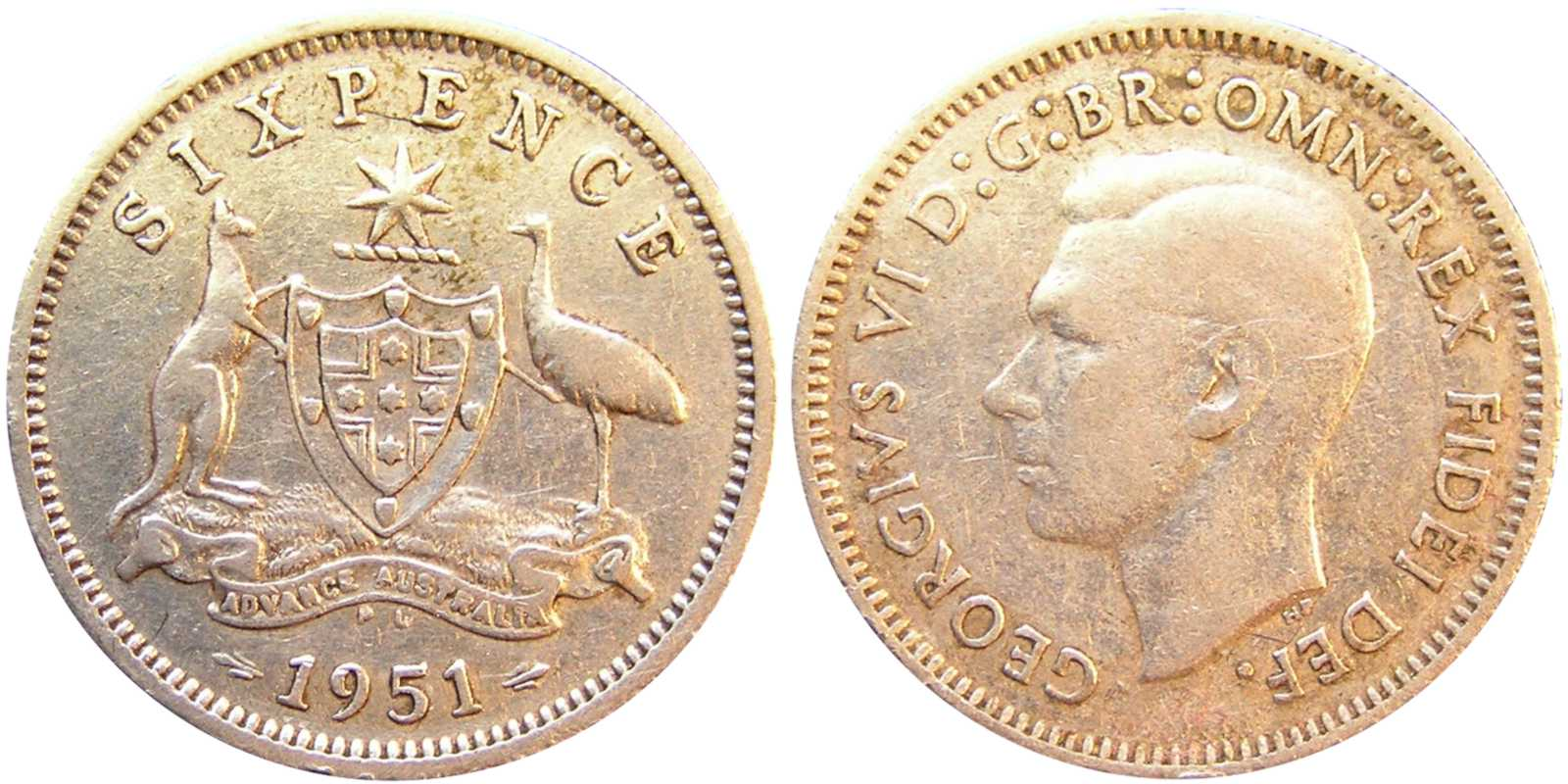
Pièce de six pence
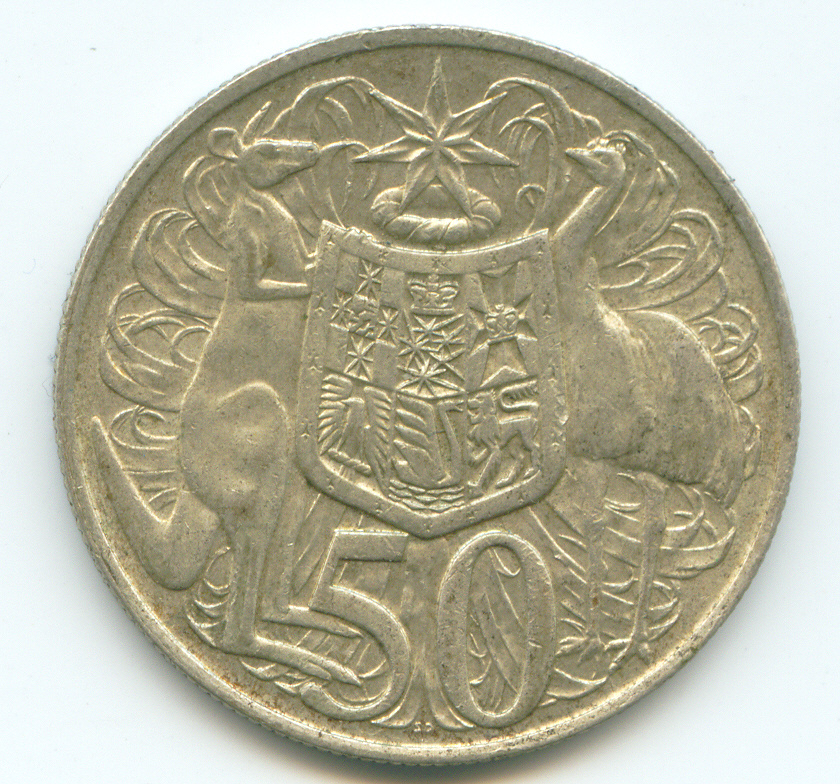
Pièce de cinquante cents
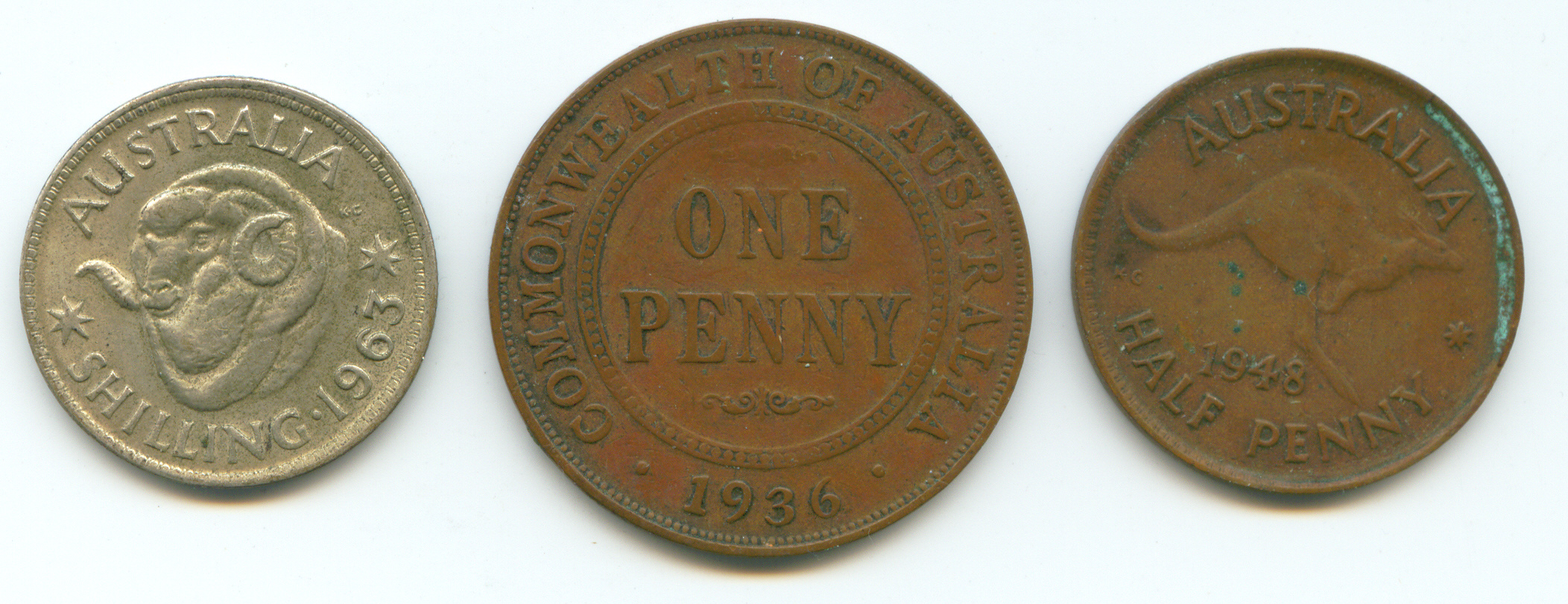
Livre australienne
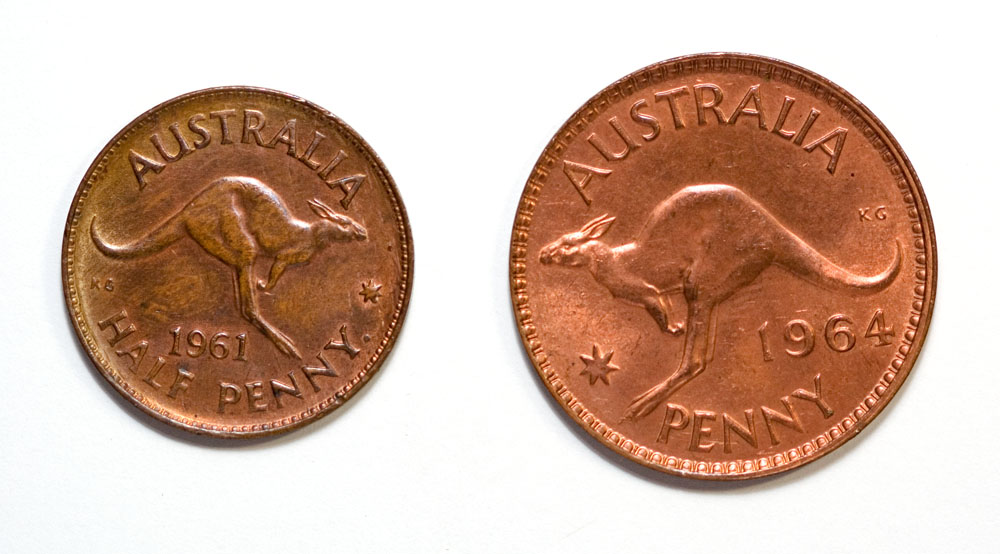
demi et un penny australien